# Challenger de Cordenons 2022
El torneo Internazionali di Tennis del Friuli Venezia Giulia 2022, denominado por razones de patrocinio Serena Wines 1881 Tennis Cup fue un torneo de tenis perteneció al ATP Challenger Tour 2022 en la categoría Challenger 80. Se trató de la 19.ª edición, el torneo tuvo lugar en la ciudad de Cordenons (Italia), desde el 1 de agosto hasta el 7 de agosto de 2022 sobre pista de tierra batida al aire libre.

## Jugadores participantes del cuadro de individuales
| Favorito | País                       | Jugador               | Rank1 | Posición en el torneo |
| -------- | -------------------------- | --------------------- | ----- | --------------------- |
| 1        | Bandera de Serbia          | Laslo Đere            | 77    | Segunda ronda         |
| 2        | Bandera de Argentina       | Juan Manuel Cerúndolo | 107   | Primera ronda         |
| 3        | Bandera de Argentina       | Camilo Ugo Carabelli  | 118   | Primera ronda         |
| 4        | Bandera vacío              | Pavel Kotov           | 122   | Primera ronda         |
| 5        | Bandera de Italia          | Flavio Cobolli        | 133   | Primera ronda         |
| 6        | Bandera de República Checa | Zdeněk Kolář          | 134   | Primera ronda         |
| 7        | Bandera de Francia         | Alexandre Müller      | 149   | Semifinales           |
| 8        | Bandera de Italia          | Marco Cecchinato      | 151   | Primera ronda         |

- 1 Se ha tomado en cuenta el ranking del 25 de julio de 2022.

### Otros participantes
Los siguientes jugadores recibieron una invitación (wild card), por lo tanto ingresan directamente al cuadro principal (WC):
- Marco Cecchinato
- Gianmarco Ferrari
- Laslo Đere

Los siguientes jugadores ingresan al cuadro principal tras disputar el cuadro clasificatorio (Q):
- Mattia Bellucci
- Kimmer Coppejans
- Giacomo Dambrosi
- João Domingues
- Viktor Durasovic
- Nicolás Moreno de Alborán

## Campeones

### Individual Masculino
- Zhizhen Zhang derrotó en la final a  Andrea Vavassori, 2–6, 7–6(5), 6–3

### Dobles Masculino
- Dustin Brown /  Andrea Vavassori derrotaron en la final a  Ivan Sabanov /  Matej Sabanov, 6–4, 7–5